# Campurejo (Tretep)
Campurejo is een bestuurslaag in het regentschap Temanggung van de provincie Midden-Java, Indonesië. Campurejo telt 4437 inwoners (volkstelling 2010).